# نيجوهوت
نيجوهوت (بالعبرية: נגוהות) مستوطنة مجتمعية إسرائيلية، أقيمت عام 1982 جنوب غرب محافظة الخليل جنوب الضفة الغربية، وتقع إداريًا ضمن اختصاص مجلس جنوب جبل الخليل الإقليمي. في عام 2018 كان عدد سكانها 356 مستوطنًا.

## الجانب القانوني
يعتبر المجتمع الدولي المستوطنات الإسرائيلية في الضفة الغربية غير قانونية بموجب القانون الدولي، لكن الحكومة الإسرائيلية تعارض ذلك.